# Wolfram Günther

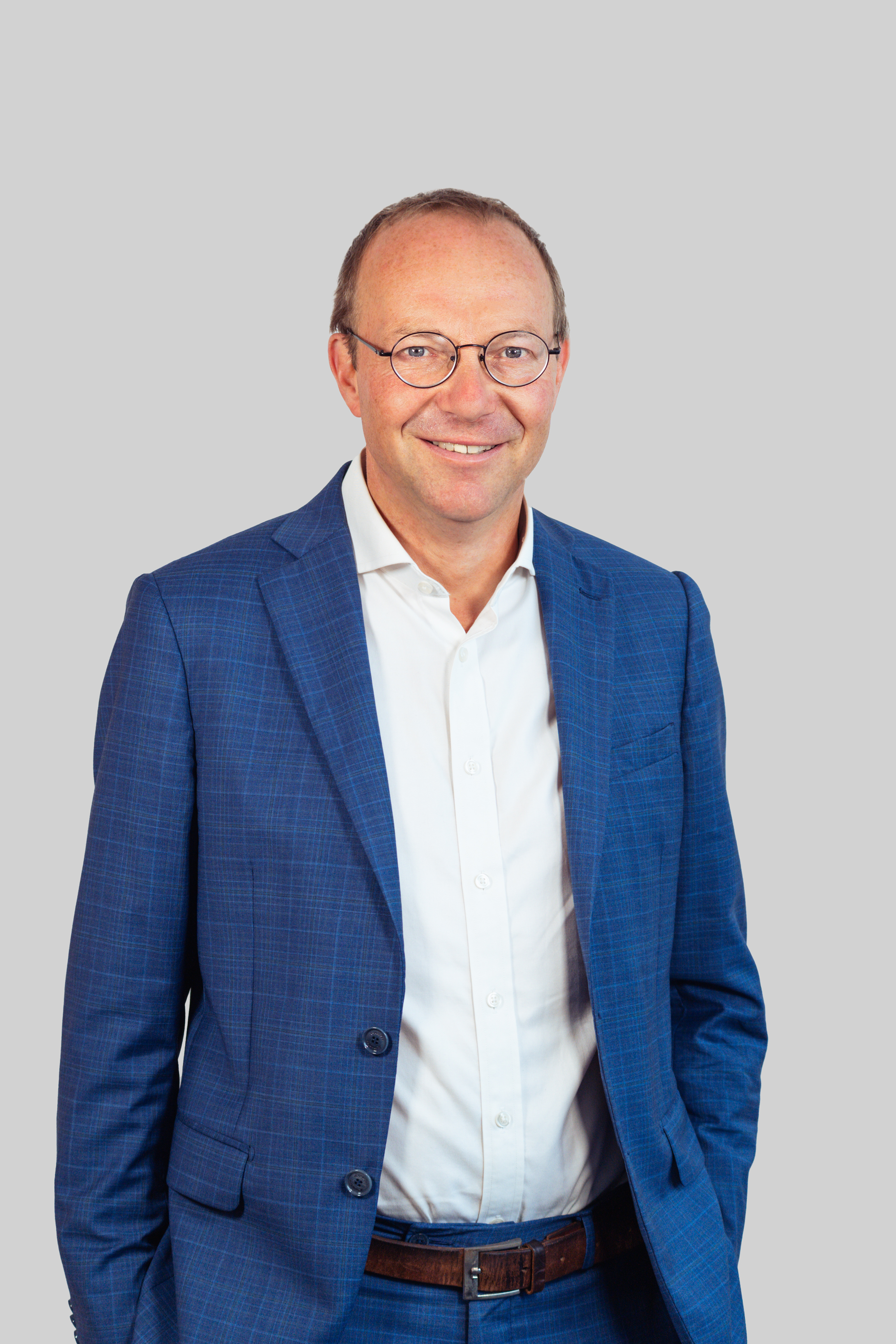
Wolfram Günther (2024)

 Wolfram Günther (* 27. Juni 1973 in Leipzig) ist ein deutscher Jurist, Kunsthistoriker und Politiker (Bündnis 90/Die Grünen). Er war von 2014 bis 2019 Mitglied des Sächsischen Landtags und war dort von 2018 bis 2020 Fraktionsvorsitzender der bündnisgrünen Landtagsfraktion. Von 2019 bis 2024 war er Sächsischer Staatsminister für Energie, Klimaschutz, Umwelt und Landwirtschaft sowie der erste stellvertretende Ministerpräsident im Kabinett Kretschmer II. Seit 2024 ist er wieder Abgeordneter im Sächsischen Landtag.

## Leben
Von 1980 bis 1990 war Wolfram Günther Leistungsschwimmer (1986 Vize-DDR-Meister). Nach seinem Abitur in Leipzig 1992 absolvierte Günther eine zweijährige Ausbildung zum Bankkaufmann bei der Dresdner Bank in Düsseldorf und arbeitete ab 1994 ein Jahr im Bereich Firmenmarketing bei der Dresdner Bank in Leipzig. Nach seinem Zivildienst, den er in seiner Heimatstadt bei der Evangelischen Sozialstation ableistete, studierte er von 1994 bis 1999 Rechtswissenschaften und von 1996 an parallel Kunstgeschichte, Kulturwissenschaften und Philosophie in Leipzig. Nach seinem 1. juristischen Staatsexamen 1999 folgte das Rechtsreferendariat, in dem er unter anderem Stationen im Amtsgericht, bei der Staatsanwaltschaft Leipzig, dem Berliner Kultursenat, der Sächsischen Staatskanzlei in Dresden und der Rechtsanwaltskanzlei „Heta“ in Reval (Tallinn), Estland absolvierte. Nach dem 2. Staatsexamen 2001 setzte er sein kunstgeschichtliches Studium in Leipzig und Berlin fort und schloss dieses 2002 ab.
2003 wurde Günther Dozent in der behördlichen Weiterbildung mit Schwerpunkten Verwaltung-, Bauplanungs-, Umwelt- und Denkmalrecht und hielt Seminare in Zusammenarbeit mit dem Kommunalen Bildungswerk in Berlin und Frankfurt am Main. 2004 erfolgte dann die Niederlassung als Rechtsanwalt in Leipzig. Seit 2006 bestehen Lehraufträge an der Bauhaus-Universität Weimar für Bauplanungsrecht, Straßenplanung und Umweltrecht.
2004 gehörte er zu den Initiatoren der Gründung des Stadtforums Leipzig und ist seitdem einer der drei Sprecher. Seit 2008 gehört er zu den Initiatoren zur Gründung der Leipziger Denkmalstiftung und ist seit deren Zulassung 2009 Vorsitzender. Seit der Gründung im Jahr 2011 ist Günther Sprecher des Bundesnetzwerk Verkehr mit Sinn.
Als Kunsthistoriker forscht und publiziert Günther schwerpunktmäßig zur Baugeschichte und Bildhauerkunst der Spätgotik und Renaissance im mitteldeutschen Raum. Er ist seit 2003 Mitglied im Förderkreis Alte Kirchen Berlin-Brandenburg, der sich für die Erhaltung, Wiederherstellung und Restaurierung von Kirchendenkmälern einsetzt. Als Jurist beschäftigt sich Wolfram Günther schwerpunktmäßig mit Umweltrecht und Baurecht.
Im Januar 2020 geriet Günther öffentlich in die Kritik, da seine private Kläranlage zu diesem Zeitpunkt wie Tausende weitere in Sachsen nicht vorschriftsmäßig war. Dies stieß auf mediales Interesse, da er zu diesem Zeitpunkt bereits Umweltminister des Freistaates war und für eine verstärkte Umweltpolitik eintritt.
Wolfram Günther lebt in Königsfeld, ist verheiratet und hat vier Kinder.

## Politik
Günther ist seit 1994 aktiv bei Bündnis 90/Die Grünen und seit 1997 Mitglied der Partei. Von 2013 bis 2019 war er Vorsitzender des Kreisverbandes Mittelsachsen von Bündnis 90/Die Grünen.
Bei der Landtagswahl in Sachsen 2014 wurde Günther über die Landesliste (Platz 4) von Bündnis 90/Die Grünen in den Sächsischen Landtag gewählt. Er ist Mitglied im Ausschuss für Umwelt und Landwirtschaft sowie im Bewertungsausschuss und Sprecher seiner Fraktion für Umwelt und Naturschutz, Landwirtschaft sowie Bauen (Landesentwicklung, Stadt- und Regionalentwicklung, ländliche Räume) und Denkmalschutz. Am 23. Mai 2018 wählte ihn die Fraktion als Nachfolger von Volkmar Zschocke zum Fraktionsvorsitzenden.
Am 13. April 2019 wurde Günther durch eine Landesdelegiertenkonferenz seiner Partei mit 90,09 Prozent der Stimmen für die bevorstehende Landtagswahl auf den zweiten Listenplatz der Grünen gewählt und zusammen mit Katja Meier als Spitzenkandidat der Grünen nominiert.
Nach dem Wahlerfolg der sächsischen Grünen bei der Landtagswahl und der Bildung einer schwarz-grün-roten Koalition wurde Günther am 20. Dezember 2019 zum Staatsminister für Energie, Klimaschutz, Umwelt und Landwirtschaft sowie zum ersten stellvertretenden Ministerpräsidenten im Kabinett Kretschmer II ernannt. Am 6. Februar 2020 legte er sein Landtagsmandat nieder. Für ihn rückte Petra Čagalj Sejdi nach. Im Zuge der Bildung des Kabinetts Kretschmer III schied Günther am 19. Dezember 2024 aus dem Ministeramt aus.
Bei der Landtagswahl in Sachsen 2024 trat Günther als einer der drei Spitzenkandidaten von Bündnis 90/Die Grünen an. Er zog auf Listenplatz 2 als einer der sieben Abgeordneten von Bündnis 90/Die Grünen in den 8. Sächsischen Landtag ein.

### Kritik
An seiner Amtsführung als Landwirtschaftsminister kam wiederholt Kritik aus Opposition und auch Regierungskreisen auf. Besondere Beachtung fand dabei die verspätete Auszahlung von 241 Millionen Euro an rund 7.000 bäuerliche Betriebe, die von Dezember 2023 auf Januar 2024 verschoben wurde. Der sächsische Landesbauernverband forderte für den Fall, dass das Geld nicht bis Ende Januar 2024 eingeht, den Rücktritt Günthers. Die LVZ berichtete, dass aus Kreisen des großen Koalitionspartners, der CDU, die Forderung nach Günthers Rücktritt oder mindestens nach dem seiner Staatssekretärin Gisela Reetz laut wurde.

## Publikationen
- Hieronymus Lotter. In: Arnold Bartetzky (Hrsg.): Die Baumeister der „deutschen Renaissance“. Ein Mythos der Kunstgeschichte?  Sax, Beucha 2004, ISBN 3-934544-52-5, S. 73–110.
- mit weiteren Autoren: Aktuelle Fragen und Probleme der Leipziger Stadtentwicklung. Hrsg. Stadtforum Leipzig. Leipzig 2006.
- Die Auswirkungen des EuGH-Urteils C-98/03 zur mangelhaften Umsetzung der FFH-Richtlinie. In: Zeitschrift für Europäisches Umwelt- und Planungsrecht. 2, 2006, S. 94–100.
- Die Beachtlichkeit von Handlungen außerhalb von Naturschutzgebieten, VG Leipzig und OVG Sachsen. In: Zeitschrift für Umweltrecht. 1, 2007, S. 28–30.
- Bürgerengagement und wenig geliebte Denkmale. In: Birgit Franz, Gabi Dolff-Bonekämper (Hrsg.): Sozialer Raum und Denkmalinventar. Vorgehensweisen zwischen Erhalt, Verlust, Wandel und Fortschreibung. Sandsteinverlag, Dresden 2008, ISBN 978-3-940319-42-5, S. 28–31.
- Hieronymus Lotter – bedeutender Architekt der deutschen Renaissance oder Mythos der Kunstgeschichte? Hieronymus Lotter und der Bau des Alten Leipziger Rathauses. Norderstedt, Books on Demand, 2009, ISBN 978-3-8370-8012-4.
- Die Werkmeister am Bau der Zwickauer Hauptkirche St. Marien zwischen 1476 und 1565 – Hüttenmeister, Ratssteinmetzen und Bauunternehmer. In: Stefan Bürger, Bruno Klein (Hrsg.): Werkmeister der Spätgotik. Position und Rolle der Architekten im Bauwesen des 14. bis 16. Jahrhunderts. Wissenschaftliche Buchgesellschaft, Darmstadt 2009, ISBN 978-3-534-22346-6, S. 37–58.